# 파우베르 프랑크 멘지스 브라가
파우베르 프랑크 멘지스 브라가(포르투갈어: Fauver Frank Mendes Braga, 1994년 9월 14일 ~ )는 짧게 파우베르(포르투갈어: Fauver)라고도 불리는 브라질의 축구 선수로, 포지션은 윙어이다. 현재 브라질 캄페오나투 브라질레이루 세리이 C 페호비아리우 AC에서 활약 중이다. K리그 시절 등록명은 2015시즌 경남 FC에 소속되었을 당시 프랭크였으며 2019시즌 안산 그리너스에서 뛸 당시에는 파우벨이었다.